# Silent Waters
Silent Waters osmi je studijski album finskog heavy metal sastava Amorphis. Diskografska kuća Nuclear Blast objavila ga je 29. kolovoza 2007. u Finskoj i dva dana poslije u ostatku svijeta.

## Snimanje i objava
Amorphis je tijekom srpnja i kolovoza 2005. snimio prethodni album Eclipse. Budući da su članovi grupe bili motivirani i da su željeli čim prije početi s novim snimanjem, Silent Waters snimljen je već godinu i pol dana kasnije, tijekom siječnja i veljače 2007. Produkcija albuma odvijala se tijekom veljače i ožujka u studiju Finnvox Studios. Prvi put u povijesti grupe nije došlo do promjene u njezinoj postavi između dvaju albuma, a i produkcijsko osoblje ostalo isto.
Silent Waters objavljen je 29. kolovoza 2007. u Finskoj, a dva dana kasnije i u ostatku svijeta. Za glavni singl odabrana je naslovna skladba, objavljena 27. lipnja 2007. Tomi Joutsen komentirao je odabir pjesme u intervjuu: "Mislim da je "Silent Waters" dobra pjesma za rock radiostanice koje ne puštaju vrlo žestoku glazbu. To je lagana skladba, pa smo ju odlučili objaviti kao singl, iako ne daje dobru predodžbu o albumu."
Uz normalnu inačicu albuma postoji i ograničena koja sadrži bonus skladbu "Sign", koja je već prethodno bila objavljena kao B-strana na singlu "Silent Waters".

## Glazbeni stil, tekstovi i naslovnica
Silent Waters stilski je sličan prethodniku Eclipseu. Na obama albumima radila je ista postava skupine i isto produkcijsko osoblje. Tomi Koivusaari u intervjuu je izjavio: "Izgleda da smo konačno pronašli svoj vlastiti stil."
Sve ilustracije za album izradio je Travis Smith. Naslovnica prikazuje Labuda Tuonele.
Tekstovi skladbi zapravo su engleski prijevodi finskih pjesama koje je napisao pjesnik Pekka Kainulainen, koje su pak bile utemeljene na Lemminkäinenu, liku iz Kalevale. Pjesme je na engleski preveo Erkki Virta, prijatelj sastava.

## Popis pjesama
Tekstovi: Pekka Kainulainen. 
| 1.    | »Weaving the Incantation« | Tomi Koivusaari | 4:57 |
| 2.    | »A Servant«               | Santeri Kallio  | 3:55 |
| 3.    | »Silent Waters«           | Kallio          | 4:49 |
| 4.    | »Towards and Against«     | Esa Holopainen  | 4:59 |
| 5.    | »I of Crimson Blood«      | Kallio          | 5:05 |
| 6.    | »Her Alone«               | Holopainen      | 6:01 |
| 7.    | »Enigma«                  | Holopainen      | 3:34 |
| 8.    | »Shaman«                  | Holopainen      | 4:55 |
| 9.    | »The White Swan«          | Koivusaari      | 4:49 |
| 10.   | »Black River«             | Kallio          | 3:45 |
| 46:49 |                           |                 |      |

| Bonus pjesma s digipak inačice | Bonus pjesma s digipak inačice | Bonus pjesma s digipak inačice | Bonus pjesma s digipak inačice | Bonus pjesma s digipak inačice | Bonus pjesma s digipak inačice | Bonus pjesma s digipak inačice | Bonus pjesma s digipak inačice | Bonus pjesma s digipak inačice | Bonus pjesma s digipak inačice |
| Br.                            | Skladba                        | Skladatelj                     | Trajanje                       |                                |                                |                                |                                |                                |                                |
| ------------------------------ | ------------------------------ | ------------------------------ | ------------------------------ | ------------------------------ | ------------------------------ | ------------------------------ | ------------------------------ | ------------------------------ | ------------------------------ |
| 11.                            | »Sign«                         | Tomi Joutsen                   | 4:38                           |                                |                                |                                |                                |                                |                                |
| 51:27                          |                                |                                |                                |                                |                                |                                |                                |                                |                                |

## Uspjeh i kritike
U njemačkom glazbenom časopisu Rock Hard (br. 244) Silent Waters našao se na petom mjestu mjesečnog evaluacijskog popisa, a recenzenti su mu u prosjeku dali 7,6 bodova od mogućih 10. Wolf-Rüdiger Mühlmann, nezavisni novinar, u svojoj je pozitivnoj recenziji iznio svoj stav o albumu: "Silent Waters izrasta u bogatu, veliku dušu prepunu sreće, tuge i boli [...] Prekrasan rad, prva velika prekretnica skupine od Elegyja."
Metal Hammer odabrao je Silent Waters za album mjeseca u rujnu 2007. U jesenskom izdanju časopisa Heavy Silent Waters također se našao na prvom mjestu i u prosjeku je dobio 8,8 od 12 mogućih bodova. U Finskoj se pojavio na trećem mjestu glazbene ljestvice albuma. Pojavio se i na ljestvicama u Švicarskoj, Austriji i Njemačkoj.

## Zasluge
| Amorphis - Tomi Joutsen – vokali - Esa Holopainen – glavna gitara, umjetnički direktor - Tomi Koivusaari – ritam gitara - Niclas Etelävuori – bas-gitara - Santeri Kallio – klavijature - Jan Rechberger – bubnjevi Dodatni glazbenici - P. J. Goodman – prateći vokali - Jofa "Singin' Manager" – prateći vokali - Kai Kääriäinen – prateći vokali - Marco Hietala – prateći vokali, produkcija (vokala) - Tanya Kemppainen – prateći vokali | Ostalo osoblje - Travis Smith – naslovnica, ilustracije, umjetnički direktor - Ville Juurikkala – fotografija (skupine) - Gro Narvestad – fotografija (pozadine u knjižici albuma) - Viara Gentchev – logotip - Pekka Kainulainen – tekstovi - Tero Kinnunen – inženjer zvuka - Mikko Karmila – miksanje - Mika Jussila – mastering |